# Armada Bolivariana
La Armada Bolivariana è la Marina militare del Venezuela, fondata nel 1811, che in passato ha avuto i nomi di Armada Republica de Venezuela ed Armada Nacional de Venezuela. Il prefisso delle sue navi attualmente è AB (Armada Bolivariana) mentre in passato è stato ARV (Armada Republica Venezuela).

## Organizzazione

### Comando Generale
Il comando generale, denominato Comandancia General de la Armada, ha la sua sede a Caracas.

### Segunda Comandancia y Jefatura del Estado Mayor de la Armada
Il comando in capo dello stato maggiore è retto da un ammiraglio denominato Almirante en jefe (ammiraglio in capo), posto gerarchicamente al di sopra degli altri ammiragli, equiparabile ad un ammiraglio di squadra con incarichi speciali della Marina Militare Italiana.

### Direcciones Navales
La Armada Bolivariana è articolata in nove direzioni navali; le direzioni navali sono le seguenti:
- Dirección Naval de Apresto Operacional
- Dirección Naval de Planificación Estratégica.
- Dirección Naval de Educación.
- Dirección Naval de Inteligencia Militar.
- Dirección Naval de Participación Activa en el Desarrollo Nacional.
- Dirección Naval de Personal.
- Dirección Naval de Tecnología.
- Dirección Naval de Régimen Especial de Seguridad.
- Dirección Naval de Logística

#### Dirección Naval de Apresto Operacional
La Dirección Naval de Apresto Operacional, la principale delle direzioni navali è la direzione navale da cui dipendono le forze operative. Alla Dirección Naval de Apresto Operacional sono subordinate: il Comando della Squadra Navale, il Comando della fanteria di Marina, il Corpo degli ingegneri (equiparabile al Genio Navale della Marina Militare), il Comando delle Forze Speciali, il Comando dell'Aviazione navale, il Comando Fluvial e il Comando de Guardacostas (equiparabile alla Guardia Costiera italiana); Tutti i comandi sono retti da un contrammiraglio.

##### Comando de la Escuadra
Il comando della Squadra Navale da cui dipendono le unità navali della Armada Bolivariana ha il suo quartier generale a Puerto Cabello nello stato di Carabobo.
Il Comando della squadra navale è così articolato:
- Escuadrón de Fragatas (Base Naval "Contralmirante Agustín Armario", Puerto Cabello, Estado Carabobo).
- Escuadrón de Submarinos (Base Naval "Contralmirante Agustín Armario", Puerto Cabello, Estado Carabobo).
- Escuadrón de Patrulleros (Base Naval "Mariscal Crisostomo Falcón", Punto Fijo, Estado Falcón).
- Escuadrón de Buques Anfibios y de Servicio (Base Naval "Contralmirante Agustín Armario", Puerto Cabello, Estado Carabobo).

La principale componente delle forze di superficie sono le fregate lanciamissili della Classe Mariscal Sucre, unità tipo Lupo costruite in Italia dalla Fincantieri ed entrate in servizio all'inizio degli anni ottanta. Ad esse sono affiancate sei vedette da 35 m della Vosper, delle quali tre sono dotate di artiglieria e tre in configurazione lanciamissili.
La Marina militare del Venezuela ha due sottomarini tipo U-209 serie 1300.

##### Comando de Guardacostas
La Guardia costiera Bolivariana (spagnolo: Guardacostas Bolivariana), è il comando della Armada Bolivariana cui compete la salvaguardia della vita umana ed il coordinamento di ricerca e salvataggio (SAR) in mare, la sicurezza della navigazione, la difesa delle acque territoriali e della zona economica esclusiva del Venezuela.
Il suo quartier generale è nel porto di La Guaira, nello stato di Vargas.

## Unità navali
|  | F 21                   | Mariscal Sucre    |  | Fregata missilistica   | Classe Mariscal Sucre | 2 208 t | 14 luglio 1980    | in servizio al settembre 2018.                                                                   |  |  |
|  | F 22                   | Almirante Briòn   |  | Fregata missilistica   | Classe Mariscal Sucre | 2 208 t | 7 marzo 1981      | in servizio al settembre 2018.                                                                   |  |  |
|  | F 23                   | General Urdaneta  |  | Fregata missilistica   | Classe Mariscal Sucre | 2 208 t | 8 agosto 1981     | in servizio al settembre 2018.                                                                   |  |  |
|  | F 24                   | General Soublette |  | Fregata missilistica   | Classe Mariscal Sucre | 2 208 t | 4 dicembre 1981   | in servizio al settembre 2018.                                                                   |  |  |
|  | F 25                   | General Salóm     |  | Fregata missilistica   | Classe Mariscal Sucre | 2 208 t | 3 aprile 1982     | in servizio al settembre 2018.                                                                   |  |  |
|  | F 26                   | Almirante García  |  | Fregata missilistica   | Classe Mariscal Sucre | 2 208 t | 30 luglio 1982    | in servizio al settembre 2018.                                                                   |  |  |
|  | Sottomarini            |                   |  |                        |                       |         |                   |                                                                                                  |  |  |
|  | S 31                   | Sabalo            |  | Sottomarino            | Classe Sabalo         | 1 667 t | 1976              | in servizio al settembre 2018.                                                                   |  |  |
|  | S 32                   | Caribe            |  | Sottomarino            | Classe Sabalo         | 1 667 t | 1977              | in servizio al settembre 2018.                                                                   |  |  |
|  | Pattugliatori oceanici |                   |  |                        |                       |         |                   |                                                                                                  |  |  |
|  | PC 21                  | Guaiquerí         |  | Pattugliatore oceanico | Classe Guaiquerí      | 2 419 t | 14 maggio 2011    | in servizio al settembre 2018.                                                                   |  |  |
|  | PC 22                  | Warao             |  | Pattugliatore oceanico | Classe Guaiquerí      | 2 419 t | 2 agosto 2011     | in servizio al settembre 2018.                                                                   |  |  |
|  | PC 23                  | Yekuana           |  | Pattugliatore oceanico | Classe Guaiquerí      | 2 419 t | 9 dicembre 2011   | in servizio al settembre 2018.                                                                   |  |  |
|  | PC 24                  | Karina            |  | Pattugliatore oceanico | Classe Guaiquerí      | 2 419 t | 23 aprile 2012    | in servizio al settembre 2018.                                                                   |  |  |
|  |                        |                   |  |                        |                       |         |                   |                                                                                                  |  |  |
|  | Pattugliatori costieri |                   |  |                        |                       |         |                   |                                                                                                  |  |  |
|  | PC 11                  | Constitución      |  | Pattugliatori costieri | Classe Constitución   | 1 70 t  |                   | in servizio al settembre 2018.                                                                   |  |  |
|  | PC 12                  | Federación        |  | Pattugliatore costiero | Classe Constitución   | 1 70 t  |                   | in servizio al settembre 2018.                                                                   |  |  |
|  | PC 13                  | Independencia     |  | Pattugliatore costiero | Classe Constitución   | 1 70 t  |                   | in servizio al settembre 2018.                                                                   |  |  |
|  | PC 14                  | Libertad          |  | Pattugliatore costiero | Classe Constitución   | 1 70 t  |                   | in servizio al settembre 2018.                                                                   |  |  |
|  | PC 15                  | Patria            |  | Pattugliatore costiero | Classe Constitución   | 1 70 t  |                   | in servizio al settembre 2018.                                                                   |  |  |
|  | PC 16                  | Victoria          |  | Pattugliatore costiero | Classe Constitución   | 1 70 t  |                   | in servizio al settembre 2018.                                                                   |  |  |
|  | GC 21                  | Guaicamacuto      |  | Pattugliatore costiero | Classe Guaicamacuto   | 1 453 t |                   | in servizio al settembre 2018.                                                                   |  |  |
|  | GC 22                  | Yavire            |  | Pattugliatore costiero | Classe Guaicamacuto   | 1 453 t |                   | in servizio al settembre 2018.                                                                   |  |  |
|  | GC 23                  | Naiguatà          |  | Pattugliatore costiero | Classe Guaicamacuto   | 1 453 t |                   | Affondata in seguito ad una sua azione di speronamento volontario di una nave da crociera polare |  |  |
|  | GC 24                  | Tamanaco          |  | Pattugliatore costiero | Classe Guaicamacuto   | 1 453 t |                   | in servizio al settembre 2018.                                                                   |  |  |
|  | Navi da sbarco LST     |                   |  |                        |                       |         |                   |                                                                                                  |  |  |
|  | T 61                   | Capana            |  | Landing Ship Tank      | classe Capana         |         | 24 luglio 1983    |                                                                                                  |  |  |
|  | T 62                   | Esequibo          |  | Landing Platform Dock  | Classe Capana         |         | 24 luglio 1983    | in servizio al settembre 2018.                                                                   |  |  |
|  | T 63                   | Goajira           |  | Landing Platform Dock  | Classe Capana         |         | 5 novembre 1984   | in servizio al settembre 2018.                                                                   |  |  |
|  | T 64                   | Los Llanos        |  | Landing Platform Dock  | Classe Capana         |         | 5 novembre 1984   | in servizio al settembre 2018.                                                                   |  |  |
|  | Navi ausiliarie        |                   |  |                        |                       |         |                   |                                                                                                  |  |  |
|  | T-81                   | Ciudad Bolívar    |  | Nave ausiliaria        | Ciudad Bolívar        | 9 750 t | 23 settembre 2001 | in servizio al settembre 2018.                                                                   |  |  |

## Mezzi aerei
Sezione aggiornata annualmente in base al World Air Force di Flightglobal del corrente anno. Tale dossier non contempla UAV, aerei da trasporto VIP ed eventuali incidenti accorsi durante l'anno della sua pubblicazione. Modifiche giornaliere o mensili che potrebbero portare a discordanze nel tipo di modelli in servizio e nel loro numero rispetto a WAF, vengono apportate in base a siti specializzati, periodici mensili e bimestrali. Tali modifiche vengono apportate onde rendere quanto più aggiornata la tabella.
| Aeromobile                        | Origine     | Tipo                              | Versione (denominazione locale) | In servizio (2024) | Note                                                                  | Immagine |
| Aerei da pattugliamento marittimo |             |                                   |                                 |                    |                                                                       |          |
| CASA C-212 Aviocar                | Spagna      | aereo da pattugliamento marittimo | C-212MP                         | 2                  | Consegnati tra il 1981 ed il 1986.                                    |          |
| Aerei da trasporto                |             |                                   |                                 |                    |                                                                       |          |
| CASA C-212 Aviocar                | Spagna      | aereo da trasporto                | C-212-200                       | 3                  | Consegnati tra il 1981 ed il 1986.                                    |          |
| Beechcraft King Air               | Stati Uniti | aereo da trasporto                | C90B200                         | 2                  |                                                                       |          |
| Rockwell 680 Turbo Commander      | Stati Uniti | aereo da trasporto                | 680T                            | 1                  |                                                                       |          |
| Cessna 208 Caravan                | Stati Uniti | aereo da trasporto                | C208                            | 1                  |                                                                       |          |
| Aerei da addestramento            |             |                                   |                                 |                    |                                                                       |          |
| Cessna 210                        | Stati Uniti | aereo da addestramento            | C210                            | 1                  |                                                                       |          |
| Elicotteri                        |             |                                   |                                 |                    |                                                                       |          |
| Mil Mi-17 Hip                     | Russia      | elicottero utility                | Mi-17V-5                        | 6                  | 6 Mi-17V-5 acquistati nel 2005.                                       |          |
| Bell 412                          | Stati Uniti | SAR                               | Bell 412EP                      | 6                  | 7 acquistati tra il 1999 ed il 2003.                                  |          |
| Agusta-Bell AB 212 ASW            | Italia      | ASW                               | AB 212 ASW                      | 6                  | 9 AB 212 ASW ricevuti tra il 1980 ed il 1989, tre persi in incidenti. |          |
| Bell 206                          | Stati Uniti | elicottero da addestramento       | Bell 206A                       | 3                  |                                                                       |          |

## Gradi della Armada Bolivariana

### Ufficiali
| Ammiragli         | Ammiragli  | Ammiragli     | Ammiragli      |
| ----------------- | ---------- | ------------- | -------------- |
|                   |            |               |                |
| Almirante en jefe | Ammiraglio | Vicealmirante | Contralmirante |
| AJ                | A          | VA            | CA             |

| Ufficiali superiori | Ufficiali superiori | Ufficiali superiori | Ufficiali subalterni | Ufficiali subalterni | Ufficiali subalterni |
| ------------------- | ------------------- | ------------------- | -------------------- | -------------------- | -------------------- |
|                     |                     |                     |                      |                      |                      |
| Capitán de navío    | Capitán de fragata  | Capitán de corbeta  | Teniente de navío    | Teniente de fragata  | Alférez de navío     |
| CN                  | CF                  | CC                  | TN                   | TF                   | AN                   |

### Sottufficiali
|                  |                  |                           |                           |                           |                   |                     |
| Sargento Segundo | Sargento Primero | Sargento mayor de tercera | Sargento mayor de segunda | Sargento mayor de primera | Sargento ayudante | Sargento supervisor |
| S2do             | S1ro             | SM3ra                     | SM2da                     | SM1ra                     | SA                | SS                  |

### Graduati e truppa
|              |              |             |                              |
| Cabo primero | Cabo segundo | Distinguido | Marinero o infante de marina |
| C1           | C2           | D           | M                            |